# برد دقيق

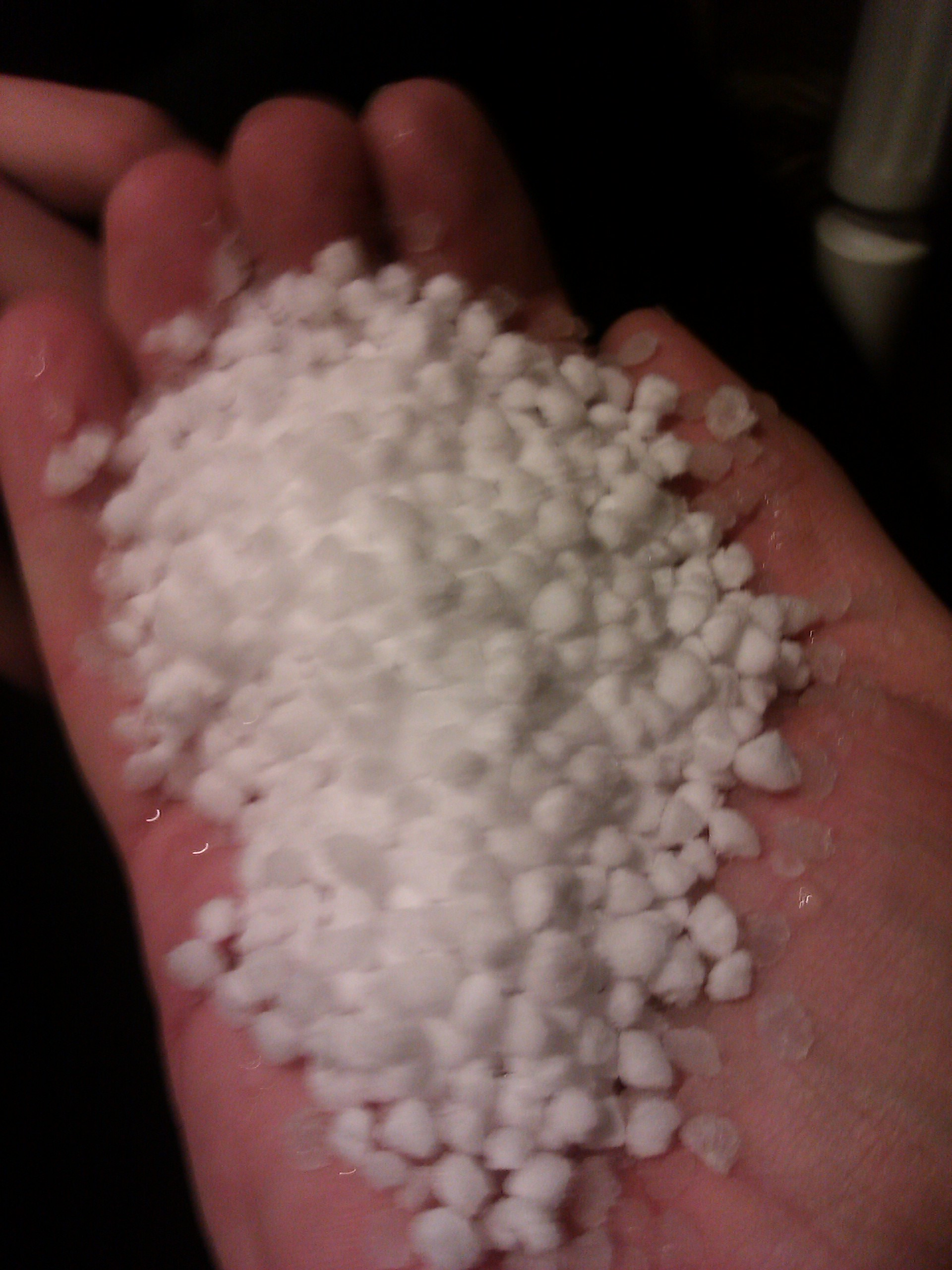
كف إنسان مملوء بالبرد الدقيق.

البَرَد الدَقِيق شكل من أشكال البرد الذي يتساقط في زخات من حبيبات الجليد الدقيقة.
يسمى أيضاً البَرَد الرخو.